# Parides panares subsp. panares
Parides panares subsp. panares es una mariposa de la familia Papilionidae.

## Clasificación y descripción de la especie
Las alas anteriores son de color negro, entre la vena CuA1 y M3 y cercano a la cedula discal se localiza una mancha casi cuadrada de color amarillo crema, y otra más pequeña dentro de la cedula discal del mismo color. En la banda marginal con el termen, se encuentran siete lúnulas de color amarillo ocre. Las alas posteriores son de color negro, en la banda posdiscal proximal, se localizan manchas ovaladas de color rojo, la que está entre las venas Rs y M1, es la más chica, a partir de esa hasta la vena CuA2 las manchas aumentan de tamaño; y la que se encuentra entre las venas 1A 2A y CuA2 es más pequeña. En la banda marginal con el termen tiene seis lúnulas amarillo crema. Ventralmente las alas anterior y posterior son de color negro con el mismo patrón de manchas, salvo la de la cedula discal, ya que esta se extiende hasta la vena Sc, a veces continua o interrumpida. La hembra es similar al macho, salvo que esta presenta otra mancha de color amarillo crema entre las venas M2 y M1; la mancha entre la vena M2 y M1 la forma es variable y la mancha que se localiza en la cedula discal es más ancha. El macho presenta pelos blancos en el área anal, en la hembra están ausentes.

## Distribución de la subespecie
Se localiza en el este de México, principalmente en el norte de Oaxaca, Chiapas, Tabasco y Veracruz.

## Estado de conservación
No se considera bajo ninguna categoría de riesgo.